# Bistum Luebo
Das Bistum Luebo (lat.: Dioecesis Lueboensis, franz.: Diocèse de Luebo) ist eine in der Demokratischen Republik Kongo gelegene römisch-katholische Diözese mit Sitz in Luebo.

## Geschichte
Das Bistum Luebo wurde am 25. April 1959 durch Papst Johannes XXIII. mit der Apostolischen Konstitution Secus ac terrestria aus Gebietsabtretungen des Apostolischen Vikariates Luluabourg als Apostolisches Vikariat Luebo errichtet. Am 10. November 1959 wurde das Apostolische Vikariat Luebo durch Johannes XXIII. mit der Apostolischen Konstitution Cum parvulum zum Bistum erhoben.
Das Bistum Luebo ist dem Erzbistum Kananga als Suffraganbistum unterstellt.

## Ordinarien

### Apostolische Vikare von Luebo
- Joseph Ngogi Nkongolo, 1959

### Bischöfe von Luebo
- Joseph Ngogi Nkongolo, 1959–1966, dann Bischof von Mbujimayi
- François Kabangu wa Mutela, 1967–1987
- Emery Kabongo Kanundowi, 1987–2003
- Pierre-Célestin Tshitoko Mamba, seit 2006